# Desaparecimento de Maya Millete
Maya "May" Millete (1 de maio de 1981) é uma mulher filipino-americana que desapareceu em 7 de janeiro de 2021 em Chula Vista, Califórnia, gerando uma investigação policial sobre seu desaparecimento.

## Biografia de Maya
Maya Millete, uma filipino-americana, era uma servidora civil da Marinha dos Estados Unidos; ela trabalhou pela última vez como especialista em contrato para o Naval Information Warfare Center. Millete nasceu nas Filipinas; ela então cresceu e foi criada em Honolulu. Ela se formou na Admiral Arthur W. Radford High School. Maya conheceu Larry Millete quando era adolescente, e depois que ele se mudou de San Diego para o Havaí com sua família após uma prisão por assalto relacionada a gangue juvenil em 1997, eles se casaram mais tarde e ele se alistou na Marinha dos Estados Unidos por cinco anos. Millete também se formou na Universidade do Havaí em Manoa. Os dois se mudaram para San Diego e começaram uma família, com Maya tendo dado à luz três filhos; começando no final de 2020, Maya queria o divórcio de Larry. Um amigo de Maya alega que Maya foi vítima de violência doméstica causada por Larry.

## Desaparecimento e buscas
Em 7 de janeiro de 2021, Millete foi vista pela última vez por volta das 5 da tarde; no mesmo dia, ela ligou para um advogado de divórcio. Dois dias depois, em 9 de janeiro, a irmã de Millete, Maricris Drouaillet, apresentou um relatório de pessoas desaparecidas ao Departamento de Polícia de Chula Vista. em 13 de janeiro de 2021, voluntários procuraram Millete no Parque do Monte San Miguel. Em 23 de janeiro de 2021, os investigadores conduziram um mandado de busca na casa de Millete, em busca de pistas ou qualquer evidência que apontasse a causa de seu desaparecimento ou possível paradeiro. Em 5 de fevereiro de 2021, o Departamento de Polícia de Chula Vista e a família de Millete realizaram uma coletiva para incentivar o público a procurá-la. Restos esqueléticos foram encontrados no Condado de Orange que se pensava serem restos mortais de Millete, mas foi provado que isso era falso, e os restos mortais seriam então de um homem. Posteriormente, foi descoberto que os ossos eram de animais.
Buscas adicionais por Maya Millete foram conduzidas por voluntários em fevereiro nas dunas de areia de Glamis, março próximo ao lago Lower Otay e maio em National City e em um campo de golfe abandonado em Chula Vista.

## Gravação de áudio
Nove estrondos podem ser ouvidos em uma gravação de áudio de 7 de janeiro de 2021, aproximadamente às 20h30, nas proximidades da residência de Milette em Chula Vista. A gravação de áudio, que foi divulgada para as forças de segurança e o público, corresponde a imagens de videovigilância que não foram divulgadas ao público devido a questões de privacidade trazidas pelo vizinho que forneceu as imagens de vídeo e gravação de áudio.

## Atenção da mídia nacional
Em 6 de abril de 2021, o desaparecimento de Maya foi ao ar no Good Morning America. O advogado da família de Milette, sua irmã e seu cunhado apareceram no Dr. Phil em 12 de abril de 2021.

## Acusação de Larry Millete
A partir de 3 de fevereiro de 2021, Larry contratou um advogado e deixou de cooperar com a polícia. No final de julho de 2021, Larry foi nomeado uma pessoa de interesse pelo Departamento de Polícia de Chula Vista. Na terça-feira, 19 de outubro de 2021, Larry Millete foi preso, acusado do assassinato de sua esposa Maya. Durante uma coletiva de imprensa anunciando a prisão, o promotor público do condado de San Diego, Summer Stephan, afirmou que o corpo ainda não havia sido encontrado no momento da prisão. A prisão ocorreu depois que 67 mandados de busca foram executados e 87 entrevistas foram realizadas.